# Örnek
Örnek és un sistema ucraïnès de símbols utilitzat en brodats, teixits, ceràmica, gravat, joieria, talla de fusta i vidre i pintura mural, que suposa un dels assoliments culturals més antics dels tàtars de Crimea. El febrer de 2018, l'Örnek i els seus coneixements van ser inscrits a la Llista Nacional del Patrimoni Cultural Immaterial d'Ucraïna i en 2021 al Patrimoni Cultural Immaterial de la Humanitat de la UNESCO.
El principal simbolisme és la imatge de flors i arbres en tons de rosa, verd, groc i blau, amb uns trenta-cinc símbols en total, cadascun amb significat i connotacions úniques subratllades per la paleta de colors, disposant una combinació de símbols per crear una composició narrativa. Els ornaments geomètrics s'utilitzen principalment en el teixit, mentre que els ornaments florals s'utilitzen en totes les altres artesanies populars, com pintura sobre vidre, mural o sobre tela. El seu coneixement i les habilitats associades es transmeten pels artesans de les famílies i comunitats.
Els símbols comuns inclouen plantes i arbres, que simbolitzen persones de diferents gèneres i edats, una rosa simbolitza una dona casada, un àlber o xiprer simbolitza un home adult, una tulipa simbolitza un home jove i una ametlla simbolitza una dona o noia soltera. Un clavell simbolitza una persona gran, la saviesa i l'experiència vital. Una tulipa dins d'una rosa simbolitza l'amor o la unió d'un home i una dona. Molts símbols s'utilitzen com a encants protectors.